# طفطف صدئي
الطَّفْطَف الصَّدَئِيّ (باللاتينية: Cardiospermum corindum) نوع نباتي يتبع جنس الطفطف من الفصيلة الصابونية.